# ایریاگولا
ایریاگولا (به لاتین: Iriyagolla) یک منطقهٔ مسکونی در سری‌لانکا است که در استان مرکزی (سری‌لانکا) واقع شده‌است.